# Comisión para el diálogo con los Pueblos Indígenas (México)
La Comisión Nacional para el Diálogo con los Pueblos Indígenas es un organismo descentralizado de la administración pública federal del Estado mexicano, con el objetivo de orientar, coordinar, promover, y fomentar el diálogo y las relaciones entre el estado mexicano y los pueblos y comunidades indígenas de México.
La Comisión para el Diálogo con los Pueblos Indígenas es una institución dependiente de la Secretaría de Gobernación (México) de la República de México.
Su actual titular es el arquitecto Jaime Martínez Veloz, ponente para la ONU en su Foro Permanente para las Cuestiones Indígenas y miembro de la COCOPA, organismo responsable de la pacificación en Chiapas tras el levantamiento zapatista.
- Datos: Q30906456